# Tiếng Luba-Katanga
Tiếng Luba-Katanga, còn gọi là tiếng Luba-Shaba, (nội danh: Kiluba) là một trong hai ngôn ngữ ở Cộng hoà Dân chủ Congo mang tên gọi "Luba" (ngôn ngữ kia là tiếng Luba-Kasai). Đây là ngôn ngữ của người Luba và được nói ở miền đông nam đất nước.
Tiếng Luba-Katanga có mặt ở vùng Kabongo, Kamina, Luena, Lubudi, Malemba Nkulu, Mulongo, và Kaniama, tất cả nằm trong địa phận Katanga.